# Leptotarsus albicubitalis
Leptotarsus albicubitalis är en tvåvingeart som först beskrevs av Alexander 1964.  Leptotarsus albicubitalis ingår i släktet Leptotarsus och familjen storharkrankar. Inga underarter finns listade i Catalogue of Life.